# Kurkino
Kurkino è una cittadina della Russia europea centrale, situata nella oblast' di Tula; appartiene amministrativamente al rajon Kurkinskij, del quale è il capoluogo.
Sorge nella parte sudorientale della oblast', sulle sponde del fiume Vjazovka, presso il confine con la oblast' di Lipeck.